# Distrikt Chuquibamba (Condesuyos)
Der Distrikt Chuquibamba liegt in der Provinz Condesuyos in der Region Arequipa in Südwest-Peru. Der Distrikt besitzt eine Fläche von 1186 km². Beim Zensus 2017 wurden 3526 Einwohner gezählt. Im Jahr 1993 lag die Einwohnerzahl bei 3797, im Jahr 2007 bei 3618. Die Distriktverwaltung befindet sich in der 2945 m hoch gelegenen Provinzhauptstadt Chuquibamba mit 3007 Einwohnern (Stand 2017).

## Geographische Lage
Der Distrikt Chuquibamba besitzt eine Längsausdehnung in NNW-SSO-Richtung von 93 km. Er reicht vom Fuße des Vulkans Coropuna bis 22 km an die Pazifikküste heran. Er erstreckt sich über die Hochfläche südlich der Cordillera Volcánica im Südosten der Provinz Condesuyos. Die Quebrada del Jaguay, ein meist trocken gefallener Zufluss des Pazifischen Ozeans, durchquert den Distrikt in südlicher Richtung. Die Quebrada de Huario verläuft im zentralen Osten des Distrikts in südöstliche Richtung. In deren Tal befindet sich die Stadt Chuquibamba. Nur entlang dieses Flusslaufs wird bewässerte Landwirtschaft betrieben. Ansonsten ist das Gebiet wüstenhaft. Im Norden des Distrikts erhebt sich der 4558 m hohe Berg Ñawicha.
Der Distrikt Chuquibamba grenzt im Süden und im Südwesten an die Distrikte Nicolás de Piérola, Mariscal Cáceres und Ocoña (alle drei in der Provinz Camaná), im Westen an den Distrikt Andaray, im Nordosten an den Distrikt Pampacolca (Provinz Castilla), im zentralen Osten an den Distrikt Iray sowie im Südosten an die Distrikte Aplao und Uraca (beide in der Provinz Castilla).